# Římskokatolická farnost Olbramice
Římskokatolická církev farnost Olbramice je farnost římskokatolické církve v děkanátu Bílovec ostravsko-opavské diecéze.
Farním kostelem je kostel sv. Bartoloměje v Olbramicích, vybudovaný roku 1750 na místě starší dřevěné stavby. Ve Zbyslavicích se nachází kaple sv. Matouše.

## Historie
Farnost v Olbramicích patrně existovala již ve středověku, nedochovaly se však o ní písemné zprávy. Nynější farnost byla založena roku 1900 vydělením z farnosti Bravantice. Od zřízení je součástí děkanátu Bílovec, jenž od roku 1996 náleží k diecézi ostravsko opavské. Při zřízení k ní nebyl vytvořen patronát a byla tedy volně obsazovaná arcibiskupem (liberae collationis).
Její obvod zahrnuje území obcí Olbramice (s výjimkou osady Janovice, která patří k farnosti Klimkovice) a Zbyslavice. Od roku 2005 jsou z Olbramic spravovány rovněž farnosti Bravantice a Lubojaty.
Rozloha farního obvodu činí 12,79 ha. V roce 1930 žilo ve farnosti 1134 obyvatel, z čehož 1126 (99 %) se přihlásilo k římskokatolickému vyznání. V roce 2001 žilo ve farnosti 1052 obyvatel, z čehož 558 (53 %) se přihlásilo k římskokatolickému vyznání. V roce 2011 žilo ve farnosti 1242 obyvatel, z čehož 261 (21 %) se přihlásilo k římskokatolickému vyznání.

## Bohoslužby
| Kostel                     | Místo     | Bohoslužba (den)    | Hodina                   | Poznámka     |
| -------------------------- | --------- | ------------------- | ------------------------ | ------------ |
| kostel svatého Bartoloměje | Olbramice | úterý sobota neděle | 18.15 (zima 17.00) 10.30 | farní kostel |